# Кейтлін Леверенз
Кейтлін Леверенз  (англ. Caitlin Leverenz, 26 лютого 1991) — американська плавчиня, олімпійська медалістка.

## Виступи на Олімпіадах
| Олімпіада   | Дисципліна                      | Місце |
| ----------- | ------------------------------- | ----- |
| Лондон 2012 | 200 метрів, комплексне плавання | 3     |
| Лондон 2012 | 400 метрів, комплексне плавання | 6T    |